# کوستومووته (استان سلیزیا سفلی)
کوستومووته (به لهستانی:  Kostomłoty) یک روستا در لهستان است که در گمینا کوستومووته واقع شده‌است.
 کوستومووته  ۸۳۰ نفر جمعیت دارد.